# Tonda
Tonda é uma freguesia portuguesa do município de Tondela, com 8,69 km² de área e 893 habitantes (censo de 2021) A sua densidade populacional é 102,8 hab./km²
A freguesia inclui os lugares de Casal, Covelo, Cunha, Laje, Outeiro, Póvoa de Rodrigo Alves, Santo Amaro e Vila Nova.

## Demografia
A população registada nos censos foi:
| Distribuição da População por Grupos Etários | Distribuição da População por Grupos Etários | Distribuição da População por Grupos Etários | Distribuição da População por Grupos Etários | Distribuição da População por Grupos Etários |
| -------------------------------------------- | -------------------------------------------- | -------------------------------------------- | -------------------------------------------- | -------------------------------------------- |
| Ano                                          | 0-14 Anos                                    | 15-24 Anos                                   | 25-64 Anos                                   | > 65 Anos                                    |
| 2001                                         | 176                                          | 143                                          | 527                                          | 269                                          |
| 2011                                         | 129                                          | 110                                          | 492                                          | 253                                          |
| 2021                                         | 104                                          | 82                                           | 440                                          | 267                                          |